# Bartel J. Jonkman

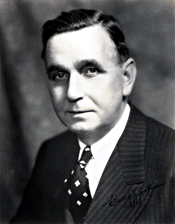
Bartel J. Jonkman (1943)

Bartel John Jonkman (* 28. April 1884 in Grand Rapids, Michigan; † 13. Juni 1955 ebenda) war ein US-amerikanischer Politiker. Zwischen 1940 und 1949 vertrat er den Bundesstaat Michigan im US-Repräsentantenhaus.

## Werdegang
Bartel Jonkman besuchte die öffentlichen Schulen seiner Heimat. Nach einem anschließenden Jurastudium an der University of Michigan in Ann Arbor und seiner im Jahr 1914 erfolgten Zulassung als Rechtsanwalt begann er in Grand Rapids in seinem neuen Beruf zu arbeiten. Zwischen 1915 und 1920 war er stellvertretender Staatsanwalt im dortigen Kent County. Im gleichen Bezirk war er zwischen 1929 und 1936 erster Staatsanwalt.
Politisch war Jonkman Mitglied der Republikanischen Partei. Nach dem Tod des Kongressabgeordneten Carl E. Mapes wurde er bei der fälligen Nachwahl für den fünften Sitz von Michigan als dessen Nachfolger in das US-Repräsentantenhaus in Washington, D.C. gewählt, wo  er am 19. Februar 1940 sein neues Mandat antrat. Nach drei Wiederwahlen konnte er bis zum 3. Januar 1949 im Kongress verbleiben. In diese Zeit fielen der Zweite Weltkrieg und der Beginn des Kalten Krieges. Bei den republikanischen Vorwahlen des Jahres 1948 unterlag Jonkman dem späteren US-Präsidenten Gerald Ford.
Nach seinem Ausscheiden aus dem US-Repräsentantenhaus arbeitete Bartel Jonkman wieder als Anwalt. Er starb am 13. Juni 1955 in seiner Heimatstadt Grand Rapids, wo er auch beigesetzt wurde.